# Türi
Türi  (niem. Turgel) – miasto w Estonii, prowincji Järva, w gminie Türi. W 2006 na powierzchni 9,79 km² miasto zamieszkiwało 5410 osób.
Znajduje się tu stacja kolejowa Türi, położona na linii Tallinn – Viljandi.

## Współpraca
Miejscowości partnerskie:
- Altea, Hiszpania
- Bad Kötzting, Niemcy
- Bellagio, Włochy
- Bundoran, Irlandia
- Chojna, Polska
- Granville, Francja
- Holstebro, Dania
- Houffalize, Belgia
- Judenburg, Austria
- Karkkila, Finlandia
- Kőszeg, Węgry
- Marsaskala, Malta
- Meerssen, Holandia
- Niederanven, Luksemburg
- Oxelösund, Szwecja
- Preny, Litwa
- Preweza, Grecja
- Sesimbra, Portugalia
- Sherborne, Wielka Brytania
- Sigulda, Łotwa
- Sušice, Czechy
- Zwoleń, Słowacja
- Åmål, Szwecja
- Frogn, Norwegia
- Ingå, Finlandia
- Kiikala, Finlandia
- Loimaa, Finlandia
- Säkylä, Finlandia
- Siuntio, Finlandia